# パンピーQ みんなで決めてねッ!
『パンピーQ みんなで決めてねッ!』（パンピーキュー みんなできめてねッ）は、1994年4月17日から同年9月25日まで中部日本放送（CBC）で放送された情報番組。放送時間は毎週日曜 13:00 - 14:00 (JST) 。

## 概要
日曜の昼下がりにCBCのスタジオから生放送されていた情報番組で、視聴者からあった電話投票の集計結果を基に一般人（パンピー）たちの趣味嗜好の全体的傾向を探るという主旨で行われていた。一種の双方向番組である。司会は、当時名古屋でタレント活動をしていた藤田陽子とCBCアナウンサーの多田しげおが担当。特集およびアンケートのテーマは、東海3県の食文化などのローカルネタが多かった。
電話投票の集計には、当時全国区のテレビ番組などで使われ始めていたテレゴングシステムを導入していた。番組は生放送中、その日のアンケートの選択肢および選択肢それぞれに割り当てられた電話番号を提示し、各番号に掛かった回数から集計を取ってその後の番組進行に反映させていた。また、テレゴングシステムは電話投票の集計に用いるのみにとどまらず、電話を掛けた視聴者の中から何人かに直接意見を伺うのにも用いていた。放送第2回目ではカメラマンを乗せたヘリコプターを1台用意し、その行き先を電話投票で決めて現地の上空から生中継するという試みも行われた。

## 出演者
- 藤田陽子
- 多田しげお（CBCアナウンサー）
- ほか、毎回様々な人物たちがゲストコメンテーターとして出演。